# Франсіско Павон
Франсіско Павон (ісп. Francisco Pavón, нар. 9 січня 1980, Мадрид) — іспанський футболіст, що грав на позиції центрального захисника, зокрема за «Реал Мадрид» у першій половині 2000-х.
Його прізвище стало загальним ім'ям для вихованців власної системи підготовки гравців «Реала» після того як президент клубу Флорентіно Перес описав засади своєї трансферної політики як «побудова команди із Зіданів і Павонів», тобто поєднання зірок світового класу з гравцями, підготовленими власною кантерою.

## Ігрова кар'єра
Вихованець системи підготовки гравців клубу «Реал Мадрид». З 2000 року почав грати за другу команду клубу, «Реал Мадрид Кастілья», у третьому іспанському дивізіоні.
У сезоні 2001/02 почав включатися до заявки головної команди «королівського клубу», а вже з наступного сезону став одним з основних центральних захисників команди і зробив суттєвий внесок у здобуття нею чемпіонського титулу. Молодий захисник активно залучався до основного складу «Реала» протягом трьох сезонів, після чого почав дедалі частіше програвати конкуренцію за місце в «основі», доки в сезоні 2006/07 взагалі не провів жодної гри у Ла-Лізі.
Залишивши рідну команду влітку 2007 року, уклав чотирирічний контракт з клубом «Реал Сарагоса». У першому сезоні в новій команді мав проблеми з потраплянням до основного складу і регулярну ігрову практику почав отримувати лише наступного сезону, який «Сарагоса» проводила вже у Сегунді. Допоміг команді повернути місце в еліті, утім по ходу сезоні 2009/10 був лише четвертим гравцем на позиції центрального захисника і виходив на поле досить рідко.
Влітку 2010 року знайшов варіант продовження кар'єри у Франції, приєднавшись до команди «Арль-Авіньйон», за яку відіграв один сезон. Згодом протягом двох років перебував без клубу, після чого у 33-річному віці офіційно оголосив про завершення ігрової кар'єри.

## Титули і досягнення
- Чемпіон Іспанії (2):

«Реал Мадрид»: 2002-2003, 2006-2007
- Володар Суперкубка Іспанії з футболу (1):

«Реал Мадрид»: 2003
- Переможець Ліги чемпіонів УЄФА (1):

«Реал Мадрид»: 2001-2002
- Володар Суперкубка УЄФА (1):

«Реал Мадрид»: 2002
- Володар Міжконтинентального кубка (1):

«Реал Мадрид»: 2002